# Austrophasiopsis luteipennis
Austrophasiopsis luteipennis là một loài ruồi trong họ Tachinidae.